# ClickUp
ClickUp は、プロジェクトマネジメント向けSaaSである。
en:ClickUp.com によって開発および販売されている。
オールインワンの生産性プラットフォーム。

## 特徴
タスク、ドキュメント、チャット、目標、ホワイトボードなどを使用して、チームが協力して作業を計画、整理、コラボレーションするためのハブとして機能する。

## External links
- 公式ウェブサイト

- Comparison
  - G2:ClickUp Reviews & Product Details（英語）